# Mistrzostwa Świata w Biegach Przełajowych 1988
16. Mistrzostwa Świata w Biegach Przełajowych – zawody lekkoatletyczne, które odbyły się 26 marca 1988 roku w Auckland (Nowa Zelandia).

## Rezultaty

### Seniorzy

#### Indywidualnie
| Medal  | Zawodnik        | Czas      |
| Złoto  | John Ngugi      | 34:32 min |
| Srebro | Paul Kipkoech   | 34:54 min |
| Brąz   | Kipsubai Koskei | 35:07 min |

#### Drużynowo
| Medal  | Zawodnik | Punkty  |
| Złoto  | Kenia John Ngugi (1) Paul Kipkoech (2) Kipsubai Koskei (3) Boniface Merande (4) Moses Tanui (6) Joseph Kiptum (7)            | 23 pkt  |
| Srebro | Etiopia Abebe Mekonnen (5) Haji Bulbula (10) Habte Negash (12) Debebe Demisse (20) Melese Feissa (23) Chala Kelele (33)      | 103 pkt |
| Brąz   | Francja Paul Arpin (11) Steve Tunstall (14) Jean-Louis Prianon (17) Joël Lucas (25) Cyrille Laventure (30) Bruno Levant (37) | 134 pkt |

### Juniorzy

#### Indywidualnie
| Medal  | Zawodnik        | Czas      |
| Złoto  | Wilfred Kirochi | 23:25 min |
| Srebro | Alfonce Muindi  | 23:39 min |
| Brąz   | Bedile Kibret   | 23:41 min |

#### Drużynowo
| Medal  | Zawodnik  | Punkty |
| Złoto  | Kenia     | 12 pkt |
| Srebro | Etiopia   | 33 pkt |
| Brąz   | Hiszpania | 61 pkt |

### Kobiety

#### Indywidualnie
| Medal  | Zawodniczka        | Czas      |
| Złoto  | Ingrid Kristiansen | 19:04 min |
| Srebro | Angela Tooby       | 19:23 min |
| Brąz   | Annette Sergent    | 19:29 min |

#### Drużynowo
| Medal  | Zawodniczki                                                                                           | 'Punkty |
| Złoto  | ZSRR · Jelena Romanowa (6) · Regina Čistiakova (7) · Marina Rodczenkowa (18) · Olga Bondarienko (20)  | 51 pkt  |
| Srebro | Wielka Brytania · Angela Tooby (2) · Jill Hunter (9) · Susan Tooby (16) · Fiona Truman (34)           | 61 pkt  |
| Brąz   | Francja · Annette Sergent (3) · Marie-Pierre Duros (11) · Patricia Demilly (28) · Rosario Murcia (30) | 72 pkt  |

## Tabela medalowa
| Miejsce | Kraj            | Złoto | Srebro | Brąz | Razem |
| 1.      | Kenia           | 4     | 2      | 1    | 7     |
| 2.      | Norwegia        | 1     | 0      | 0    | 1     |
| 2.      | ZSRR            | 1     | 0      | 0    | 1     |
| 4.      | Wielka Brytania | 0     | 2      | 0    | 2     |
| 5.      | Etiopia         | 0     | 2      | 1    | 3     |
| 6.      | Francja         | 0     | 0      | 3    | 3     |
| 7.      | Hiszpania       | 0     | 0      | 1    | 1     |